# Run Run Shaw
Run Run Shaw (邵逸夫), född 23 november 1907 i Ningbo i Zhejiang, död 7 januari 2014 i Hongkong, var en kinesisk filmmogul och TV-producent i Hongkong där han tillsammans med sin bror Runme Shaw drev filmstudion Shaw Brothers.
Shaw, som var filantrop, har givit namn åt Shawpriset, som instiftades 2002 i Hong Kong och som är ett vetenskapspris som utdelas årligen som belöning för viktiga vetenskapliga insatser inom astronomi, biologi, medicin och matematik.

## Utmärkelser
År 1977 tilldelades Shaw knightvärdighet av Elizabeth II.
Asteroiden 2899 Runrun Shaw är uppkallad efter honom.